# Janez Hribar
Janez Hribar (pseudonym Tone Pogačnik; 3. září 1909 Lož – 23. říjen 1967 Vrhnika u Lože) byl slovinský komunista, politik a národní hrdina.

## Životopis
Hribar patři před válkou mezi představitele zemědělsko-dělnického hnutí. V roce 1939 vstoupil do Komunistické strany Jugoslávie. Kvůli své politické činnosti byl zatčen a vězněn. Po okupaci Jugoslávie patřil mezi první organizátory národněosvobozeneckého boje. Byl zvolen do pléna Osvobozenecké fronty a byl členem slovinské delegace na druhé zasedání AVNOJe.
Po druhé světové válce zastával různé politické funkce. V první slovinské vládě zastával funkci ministra zemědělství. Poté byl ministrem bez portfeje (do 1949), v letech 1951 až 1952 byl předsedou rady zemědělství a lesnictví Lidové republiky Slovinsko. V období let 1945 až 1966 zastával vrcholné funkce v Socialistickém svazu pracujícího lidu a ve Svazu komunistů Slovinska. Byl členem předsednictva ústředního výboru Svazu komunistů Jugoslávie.
Byl nositelem Řádu národního hrdiny, Řádu národního osvobození, Řádu partyzánské hvězdy, Řádu zásluh o národ, Řádu bratrství a jednoty a Řádu za hrdinství.